# Enrico Orfei
Enrico Orfei (Orvieto, 23 ottobre 1800 – Ravenna, 22 dicembre 1870) è stato un cardinale e arcivescovo cattolico italiano.

## Biografia
Papa Pio IX lo elevò al rango di cardinale nel concistoro del 15 marzo 1858.

## Genealogia episcopale
La genealogia episcopale è:
- Cardinale Scipione Rebiba
- Cardinale Giulio Antonio Santori
- Cardinale Girolamo Bernerio, O.P.
- Arcivescovo Galeazzo Sanvitale
- Cardinale Ludovico Ludovisi
- Cardinale Luigi Caetani
- Cardinale Ulderico Carpegna
- Cardinale Paluzzo Paluzzi Altieri degli Albertoni
- Papa Benedetto XIII
- Papa Benedetto XIV
- Papa Clemente XIII
- Cardinale Luigi Valenti Gonzaga
- Cardinale Lorenzo Litta
- Cardinale Vincenzo Macchi
- Cardinale Enrico Orfei